# Robert Kern
Robert James Kern (* 29. März 1885 in Iowa; † 30. Mai 1972 in Orange, Kalifornien) war ein US-amerikanischer Filmeditor.

## Leben
Robert Kern begann seine Karriere im Bereich Filmschnitt in den frühen 1920er Jahren. Der 1934 gedrehte Film In goldenen Ketten bedeutete die erste Zusammenarbeit mit dem Regisseur Clarence Brown, viele weitere gemeinsame Projekte folgten. Zwei andere Regisseure mit denen Kern häufig zusammenarbeitete, waren W. S. Van Dyke sowie Robert Z. Leonard.
Für den 1944 gedrehten Kinderfilm Kleines Mädchen, großes Herz wurde Robert Kern im darauf folgenden Jahr mit dem Oscar ausgezeichnet. Eine erste Nominierung für diesen Preis hatte er bereits 1936 für den Film David Copperfield erhalten.
Seine letzte Arbeit als Editor erfolgte 1952 mit dem Filmdrama Schiff ohne Heimat, daran anschließend setzte er sich zur Ruhe. Sein Bruder Hal C. Kern und sein Sohn Robert James Kern (1921–1998) waren ebenfalls als Filmeditoren tätig.

## Filmografie (Auswahl)
- 1924: Der Mann, die Frau, der Freund (Husbands and Lovers)
- 1925: Der Bandit (The Great Divide)
- 1926: Wie Ellen zum Film kam (Ella Cinders)
- 1933: Der Boxer und die Lady (The Prizefighter and the Lady)
- 1934: Der dünne Mann (The Thin Man)
- 1934: In goldenen Ketten (Chained)
- 1934: Schrei der Gehetzten (Viva Villa!)
- 1935: David Copperfield
- 1935: Anna Karenina
- 1937: Night Must Fall
- 1937: Seekadetten (Navy Blue and Gold)
- 1937: Tarantella (The Firefly)
- 1938: Marie-Antoinette (Marie Antoinette)
- 1938: Singende Herzen (Sweethearts)
- 1939: Die Frauen (The Women)
- 1939: Dr. Kildare: Unter Verdacht (Calling Dr. Kildare)
- 1939: Idiot’s Delight
- 1940: Stolz und Vorurteil (Pride and Prejudice)
- 1940: Die wunderbare Rettung (Strange Cargo)
- 1940: Flight Command
- 1941: When Ladies Meet
- 1941: Der letzte Bandit (Billy the Kid)
- 1941: Der Schatten des dünnen Mannes (Shadow of the Thin Man)
- 1942: Tennessee Johnson
- 1944: Die weißen Klippen (The White Cliffs of Dover)
- 1944: Kleines Mädchen, großes Herz (National Velvet)
- 1945: Weekend im Waldorf (Week-End at the Waldorf)
- 1946: Das Vermächtnis (The Green Years)
- 1947: Endlos ist die Prärie (The Sea of Grass)
- 1947: Clara Schumanns große Liebe (Song of Love)
- 1948: Liebe an Bord (Luxury Liner)
- 1949: Griff in den Staub (Intruder in the Dust)
- 1949: Der geheime Garten (The Secret Garden)
- 1949: Sumpf des Verbrechens (Scene of the Crime)
- 1950: Hexenkessel (Crisis)
- 1950: Tod im Nacken (To Please a Lady)
- 1950: Blutiger Staub (The Outriders)
- 1951: Drei auf Abenteuer (Soldiers Three)
- 1952: Abenteuer in Rom (When in Rome)
- 1952: Schiff ohne Heimat (Plymouth Adventure)